# Sixto Casanovas
Sixto Casanovas (Ciudad de Salta, 1802 - Buenos Aires, agosto de 1852) fue un político argentino, gobernador de la Provincia de Córdoba.

## Las guerras exteriores
En 1816 se enroló en el Ejército del Norte, en un regimiento de dragones. Poco tiempo después fue tomado prisionero por los realistas y conducido a la prisión de El Callao, puerto de Lima.
En 1821, como parte de sus negociaciones con el virrey Joaquín de la Pezuela, el general San Martín obtuvo la libertad de una gran cantidad de oficiales presos, entre los cuales estaba Casanovas.
Se enroló en el Ejército de los Andes, e hizo la campaña de Puertos Intermedios, luchando en Torata y Moquegua. En esta última batalla fue nuevamente herido y tomado prisionero; pasó entonces a la isla de Chicuito en el Lago Titicaca, hasta que fue liberado como consecuencia de la rendición de los realistas en la batalla de Ayacucho. Regresó a Buenos Aires en 1824.
Fue nombrado oficial de un regimiento de dragones —es decir, de caballería armada con fusil— e hizo la campaña de 1825, a órdenes de Juan Lavalle y Juan Manuel de Rosas, al sur de la provincia de Buenos Aires.
En 1826 pasó a la Banda Oriental, donde participó en la Guerra del Brasil, y peleó en la batalla de Ituzaingó a órdenes del coronel José María Paz; éste fue ascendido a general, y Casanovas a coronel.

## La primera guerra civil
Regresó a Buenos Aires en 1828, y apoyó la revolución de Lavalle en diciembre; al poco tiempo pasó a Córdoba, a las órdenes del general Paz. Luchó en San Roque, en La Tablada y en Oncativo. Participó también en la represión de los rebeldes federales en las sierras.
Al caer prisionero Paz a mediados de 1831, Lamadrid decidió retirarse a Tucumán. Casanovas decidió no acompañarlos, sino que permaneció como parte de la escolta del gobernador interino Mariano Fragueiro, que se limitó a firmar un tratado de paz con Estanislao López. Tras la firma del tratado, el ejército federal entró en Córdoba, y Casanovas fue tomado prisionero. Pero por orden de los nuevos caudillos federales, los hermanos Reynafé, fue liberado y puesto al mando de un regimiento de dragones. Ayudó a los Reinafé a derrotar la revolución de José Ruiz Huidobro —segundo de Facundo Quiroga— y confirmado en el mando de sus fuerzas, con guarnición en la capital.

## Gobernación en Córdoba
Tras el asesinato de Facundo Quiroga en 1835, los Reynafé fueron depuestos y arrestados. Rosas había tomado el poder en Buenos Aires, y nadie quería hacerse cargo del gobierno; por un tiempo, fue nombrado su ministro de gobierno, Pedro Nolasco Rodríguez, pero como se negó a enviar los prisioneros a Buenos Aires, fue elegido en su lugar Casanovas. Pero en cuanto lo supieron los gobernadores federales, sobre todo Pascual Echagüe, Estanislao López y Rosas, se negaron a reconocerlo.
Debió renunciar a los diez días de asumido. Capturó a Santos Pérez, el asesino de Quiroga, pero lo dejó escapar. No fue muy lejos, y fue atrapado nuevamente y remitido a Buenos Aires, donde moriría fusilado.
Igualmente quedó al mando de su regimiento, y trató de que no sospecharan de su lealtad; apoyó todas las represiones de "Quebracho" López, el nuevo caudillo cordobés, contra sus enemigos. En 1839 fue nombrado al mando militar de los departamentos del norte de la provincia, con sede en Villa Tulumba.

## Revolución de 1840
En agosto de 1840, con Lavalle retirándose y a punto de entrar a Córdoba, Casanovas se sublevó contra el gobernador, pero éste lo derrotó en una batalla en Río Seco. Se refugió en Tucumán, pero regresó en noviembre, cuando López fue derrocado.
Lamadrid, que acababa de entrar en Córdoba, lo envió a perseguir al gobernador López, en el sur de la provincia. Casanovas tardó mucho en avanzar y López pudo reorganizarse; tras la derrota unitaria en la batalla de Quebracho Herrado, regresó a Córdoba. Se retiró a Tucumán con Lavalle y Lamadrid. Fue acusado de haber causado la derrota de José María Vilela en la batalla de San Cala, por haber delatado su posición, pero es casi seguro que era inocente de tal acto. Combatió en la batalla de Famaillá, y escapó después de la derrota.

## Últimos años
Estuvo algunos años refugiado en Bolivia, Chile y Montevideo.
Se puso a órdenes del general Justo José de Urquiza, pero no es seguro que haya peleado en la batalla de Caseros. Apoyó la política de éste en Buenos Aires, y estuvo a cargo de un batallón federal. Pero era odiado por los unitarios que iban tomando el control de la ciudad, y que derrocarían al gobernador Vicente López y Planes en la revolución de septiembre; Casanovas no llegó a verlo.
Murió a fines de agosto de 1852, asesinado en una calle de Buenos Aires por un unitario, que aún creía en la acusación sobre la traición de 1841.